# Iwasa Sakutarō
Sakutarō Iwasa (岩佐 作太郎, Iwasa Sakutarō, 1879–1967) foi um anarquista japonês que esteve envolvido no movimento anarquista japonês durante o século XX. Vivendo até os 87 anos, ele foi significativo em influenciar os anarquistas japoneses em direção à sua variedade anarco-comunista de anarquismo "puro".
Foi dito sobre ele após sua morte que "a estrada que o idoso Iwasa percorreu, estendendo-se pelas eras Meiji, Taishō e Shōwa pré-guerra e pós-guerra, foi a história do próprio movimento anarquista japonês".

## Primeiros anos
Sakutarō Iwasa nasceu em 1879, em um vilarejo agrícola na província de Chiba, no Japão. Seu pai era um rico fazendeiro proprietário de terras e chefe de cinco aldeias. O seu avô também o era e incentivou a produção comunitária nas quintas que supervisionava, resultando numa "aldeia meio comunista". Isso influenciou Iwasa a acreditar na possibilidade de formas anarquistas de organização desde muito jovem.
Ele recebeu uma educação primária tradicional, mas abandonou o ensino médio devido ao tédio com os estudos. Ele progrediu para a Faculdade de Direito de Tóquio e desejou abandonar os estudos mais uma vez, mas sua mãe o encorajou a prosseguir para a formatura em 1898. Ele foi exposto ao cristianismo, mas não se tornou cristão, argumentando que "Jesus era um pessoa. Buda e Confúcio eram pessoas. E eu também sou uma pessoa."
Iwasa era bem relacionado devido à riqueza e posição de seu pai, e pôde se hospedar nas casas de vários políticos influentes. Ao fazer isso, porém, ele ficou desiludido com o comportamento deles e com a política convencional.

## Carreira política

### Tempo nos EUA
Em 1901, mudou-se para os Estados Unidos, onde permaneceria até 1914. Durante este período, sua ideologia evoluiu para o anarcocomunismo, e ele foi particularmente radicalizado pela Guerra Russo-Japonesa, assim como muitos outros anarquistas japoneses, como Kōtoku Shūsui. Kōtoku visitou os EUA em 1905–1906, onde fundou um 'Partido Social Revolucionário' (ou Shakai Kakumei Tō ) entre os imigrantes japoneses na Califórnia. Iwasa juntou-se ao Partido, que foi fortemente inspirado por elementos terroristas como os Sociais Revolucionários contemporâneos na Rússia.
Durante seu tempo na organização, ele provavelmente participou da redação de uma 'Carta Aberta' dirigida ao Imperador Meiji ameaçando seu assassinato em 1907. Ele negou envolvimento na carta, mas mais tarde apoiou abertamente a causa de Kōtoku quando ele foi implicado em uma conspiração para assassinar o imperador em 1910. Após a execução de seu amigo após o julgamento, Iwasa ficou tão chocado que imediatamente ficou impotente aos 31 anos.

### Retorno ao Japão
Ele finalmente retornou ao Japão em junho de 1914, quando foi informado de que sua mãe estava doente. Ao chegar à casa de sua família, foi colocado em prisão domiciliar por cinco anos, sob constante vigilância policial. Isto foi durante o fuyu jidai ou “período de inverno” da política anarquista no Japão, durante o qual o estado reprimiu duramente o anarquismo e os militantes anarquistas.
Em 1919, o “período de inverno” chegou ao fim e Iwasa pôde mudar-se para Tóquio. Lá, voltou à agitação anarquista, participando de reuniões, escrevendo e distribuindo diários e organizando o movimento. Um dos primeiros grupos em que ele se envolveu foi o 'Movimento Trabalhista' (Rōdō Undō), que envolveu outros indivíduos notáveis, como Ōsugi Sakae e Itō Noe . Ele foi preso por seis meses devido ao seu envolvimento em uma liga socialista de curta duração no início da década de 1920.  iuui u iuiiuuiuiuiuiiuiuui ui ui ui iu
Comparado com as visões mais anarco-sindicalistas de ativistas como Ōsugi, Sakutarō Iwasa era um defensor do anarco-comunismo devido ao seu ceticismo em relação aos sindicatos. Ao lado de Hatta Shūzō, ele foi um dos principais defensores do que foi rotulado de "anarquismo puro", assim chamado devido à sua oposição à "contaminação" por ideias marxistas.

### Divisões e supressão
Em janeiro de 1926, uma federação de militantes anarquistas chamada Kokuren foi formada, e uma federação de sindicatos chamada Zenkoku Jiren foi formada em maio de 1926. Nestas organizações, a tensão entre anarco-sindicalistas e anarquistas puros desenvolveu-se numa rivalidade mais ampla. Em 1927, Iwasa publicou seu livro intitulado Anarquistas respondem assim, que criticava a ideia de luta de classes e provocava a divisão entre essas duas facções.
A cisão foi afirmada em 1928 quando, na segunda conferência de Zenkoku Jiren, os anarcossindicalistas se retiraram devido às zombarias e à relação antagônica entre as duas facções. Iwasa esteve na China de 1927 até Novembro de 1929, participando em lutas anarquistas naquele país, como a Universidade Trabalhista em Xangai, e por isso não esteve directamente envolvido nessa divisão (embora a sua influência tenha contribuído para isso).
Após a invasão da Manchúria em 1931, o estado tornou-se mais militarista e opressivo, e o anarquismo tornou-se um alvo particular. Uma tentativa de continuar o movimento anarquista mesmo contra a repressão governamental resultou na formação do 'Partido Comunista Anarquista do Japão' em 1934. Independentemente disso, Iwasa permaneceu firmemente contra a organização centralizada do partido e criticou o partido como "lixo completo" e "não anarquista, mas bolchevique".
Em 1935, ele tentou ganhar a vida abrindo um café em Tóquio. Quando isto falhou, ele regressou à sua aldeia natal e cultivou a sua própria comida até ao final da Segunda Guerra Mundial.

### Depois da 2ª Guerra Mundial
Após o fim da guerra, Sakutarō Iwasa estava entre aqueles que retornaram ao movimento anarquista e tornou-se influente mais uma vez. Ele foi eleito presidente do Comitê Nacional da Federação Anarquista Japonesa quando este foi formado em maio de 1946, uma função principalmente organizacional. Apesar desta posição de poder, ele aconselhou a si mesmo e aos outros a não "pensarem-se como importantes". Uma maneira pela qual ele conseguiu isso foi pendurando cartazes no pescoço para anunciar jornais anarquistas em suas longas viagens pelo Japão para ajudar a organizar a Federação.
A Federação lutou para ter sucesso no clima político do Japão do pós-guerra e se dividiu em duas facções. O grupo sucessor da facção “anarquista pura” foi o Clube Anarquista Japonês, e estava centrado em torno de Iwasa e outros anarquistas “puros” que sobreviveram à guerra. Ele permaneceu influente no grupo até sua morte, e este continuou a aderir à sua ideologia anarco-comunista.

## Morte e legado
Sakutarō Iwasa morreu em 1967, aos 87 anos. Ele foi descrito por outros anarquistas como tendo sido "ter uma estima tão alta quanto as montanhas e as estrelas", e até mesmo seus oponentes políticos, como Yamakawa Kikue, notaram que ele era um 'eterno jovem'. Ele inspirou o respeito de seus colegas desde muito jovem, tornando-se conhecido como 'Iwasa Rō (老)', um termo de respeito traduzido literalmente como 'o Iwasa idoso', aos 25-26 anos de idade.

### Ideologia
Iwasa acreditava firmemente no anarcocomunismo, influenciado por pensadores como Peter Kropotkin . Como tal, subscreveu o lema “ De cada um segundo a sua capacidade, a cada um segundo as suas necessidades ” e acreditou no antiautoritarismo . Ele se opôs à autoridade centralizada, seja na tentativa de 'Partido Comunista Anarquista', ou através de métodos sindicalistas de revolução, resultando em seu rótulo de 'anarquista puro'.
Uma de suas críticas aos métodos de organização sindicalista foi sua “teoria sindical dos bandidos da montanha”. Nesta teoria, ele argumentou que a relação entre os sindicatos e os seus empregadores capitalistas era essencialmente semelhante à relação entre os membros de uma gangue de bandidos e o seu líder. Os anarquistas acreditam que o capitalismo é essencialmente explorador, tal como os bandidos exploram as suas vítimas. A analogia de Iwasa argumentava, portanto, que, independentemente de os membros do gangue estarem ou não no comando das suas operações, o gangue continuaria a pilhar aqueles que o rodeavam; e da mesma forma, mesmo que os sindicatos assumam o comando de uma empresa, a natureza do capitalismo permaneceria exploradora. Esta dura crítica aos sindicatos foi significativa para influenciar o movimento anarquista japonês a afastar-se dos métodos sindicalistas.

### Obras
- Os Trabalhadores e as Massas (1925)[28]
- Anarquistas respondem assim (1927)[28]
- Pensamentos aleatórios sobre a revolução (1931)[28]
- Lembranças de um anarquista (póstumo, 1983)[28][29]